# Акселерація (антропологія)

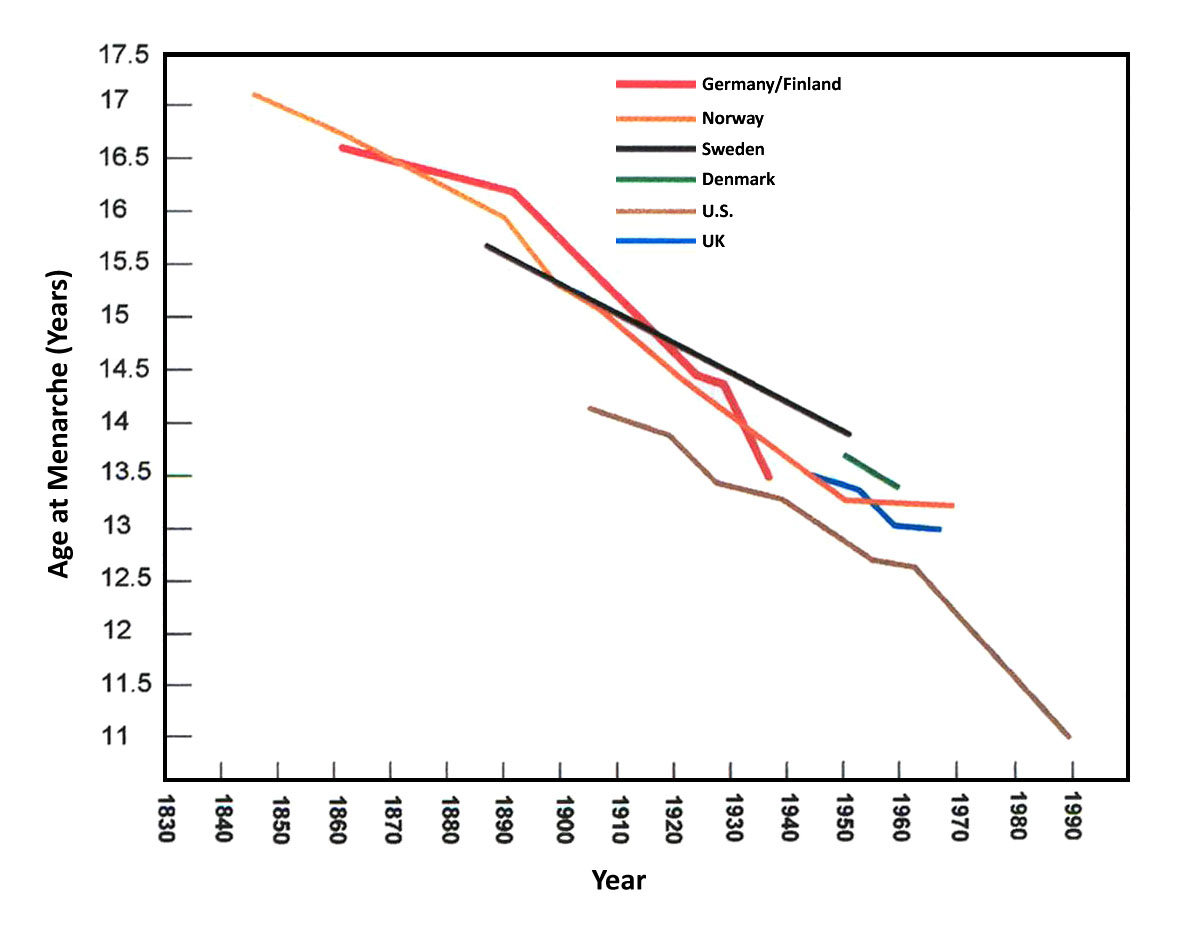
Довготривала тенденція до зниження віку менархе у західноєвропейських та північноамериканських дівчат

В антропології акселерація — прискорення темпів вікового розвитку дітей і підлітків порівняно з попередніми поколіннями шляхом зсуву морфогенезу на більш ранні стадії онтогенезу. Термін акселерація запропонував німецький лікар Р. Кох 1935. У фізичному відношенні акселерація проявляється збільшенням зросту і маси тіла, прискоренням зростання і дорослішання. Наприклад, маса тіла дітей у віці 1 року на початку 21 ст. у середньому на 1–2 кг більше, а зріст — на 4–5 см вище порівняно з аналогічними показниками новонароджених 1920–1930-х; подвоєння маси тіла новонароджених у 1940—1941 відбувалося у віці 5–6 місяців, а в 1965—1973 — у 4–5 місяці; зріст 4–7-річних дітей за кожне десятиліття в середньому збільшується на 1,5 см, 13–15-річних — на 2,5 см. Для акселерації характерне більш раннє прорізування і зміна на постійні перших зубів; раннє завершення окостеніння скелета (у дівчаток початку 21 ст. — на 3 роки, у хлопчиків — на 2 роки раніше, ніж у 1920–1930-ті). При акселерації статевий розвиток підлітків 21 ст. завершується на 1,5–2 роки раніше, ніж на початку 20 ст., кожні 10 років менархе у дівчат прискорюється на 4–6 місяців. Відповідно, прискорюється розвиток вторинних статевих ознак. У результаті акселерації організм людини, з одного боку, на 1–3 роки раніше завершує статеве дозрівання, з іншого — пізніше з'являються ознаки старіння (менопауза, андропауза), тож акселерація пов'язана з подовженням репродуктивного періоду людини. Крім того, в результаті акселерації зріст нинішнього покоління на 8–10 см вищий у порівнянні з попереднім, відрізняються пропорції тіла (видовження ніг, розширення плечей), помітні морфофункціональні зміни (сильніший розвиток м'язової системи, збільшенням життєвої ємності легенів тощо).

## Причини акселерації
Акселерація особливо виражена серед населення індустріально розвинених міст. Є кілька гіпотез щодо причин акселерації. На думку більшості учених, акселерація, яку спостерігають упродовж останніх 150 років, зумовлена такими чинниками: а) збільшення тривалості світлового дня за рахунок електричного освітлення;
б) поліпшення харчування (нутритивна теорія);
в) урбанізація і глобалізація, що спричиняють великий відсоток змішаних шлюбів, серед яких і міжнаціональні, що приводить до гетерозису;
г) вплив радіохвиль;
д) підвищення температури атмосфери Землі;
е) вплив радіації і космічного випромінювання (радіохвильова і магнітна теорії);
ж) вплив сонячної радіації (геліогенна теорія);
з) циклічні біологічні зміни та ін.
Існує теорія, згідно з якою акселерація є ознакою видимої еволюції біологічного виду Людина розумна (Homosapiens). Незважаючи на запропоновані гіпотези, переважна більшість питань, пов'язаних з акселерацією, вивчена ще недостатньо. Протилежне акселерації явище — ретардація.